# Каракои Агоин (Белуно)
Каракои Агоин (итал. Caracoi Agoin) је насеље у Италији у округу Белуно, региону Венето.
Према процени из 2011. у насељу је живело 6 становника. Насеље се налази на надморској висини од 1265 м.